# Famille impériale brésilienne
 (juillet 2022).

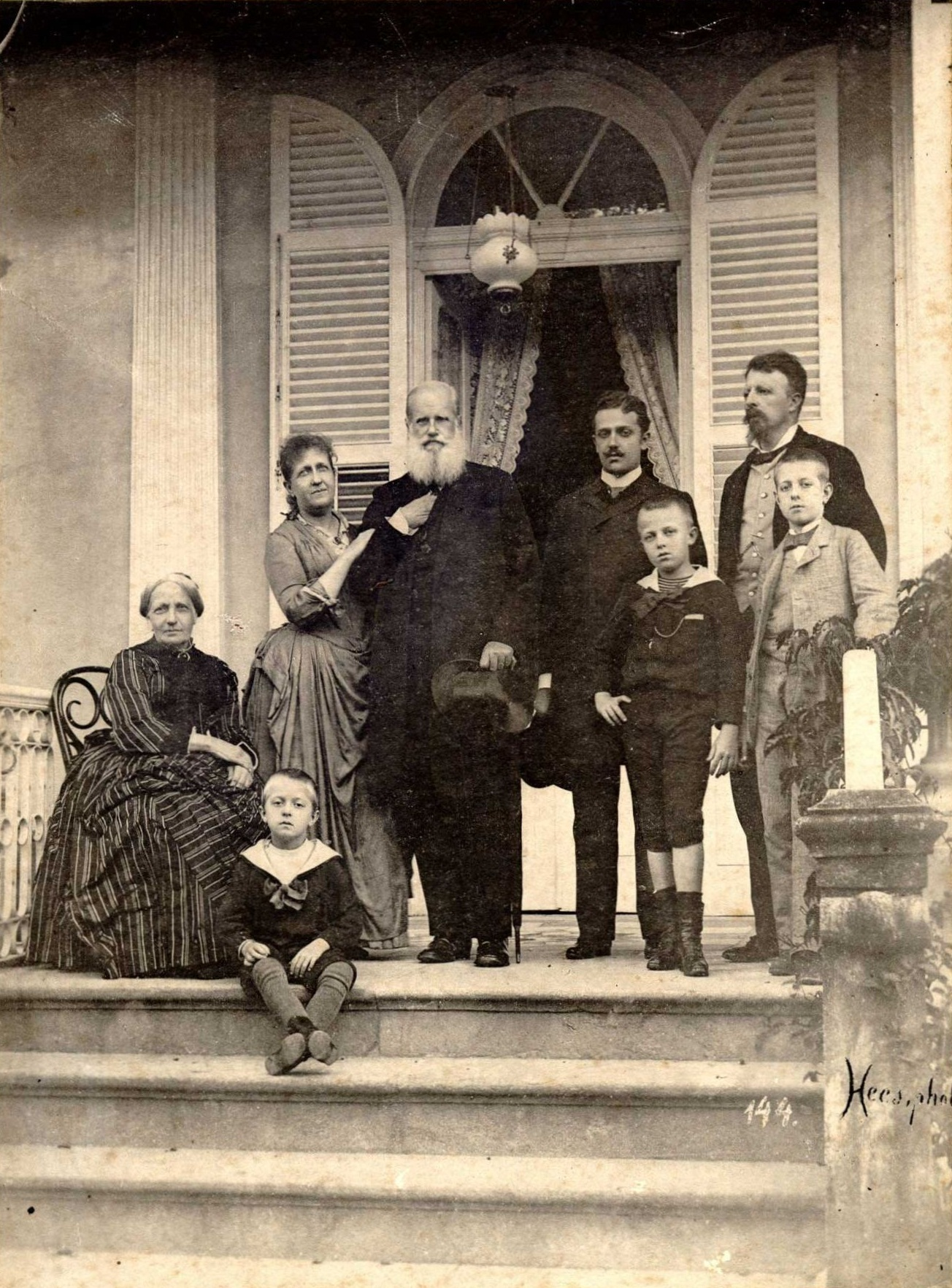
La famille impériale brésilienne autour de l'empereur Pierre II en 1889.

La famille impériale brésilienne a régné sur l'empire du Brésil entre 1822 et 1889, depuis l'indépendance du Brésil par le prince royal Pierre de Bragance, qui fut plus tard acclamé empereur sous le nom de Pierre Ier du Brésil, jusqu'à la déposition de Pierre II lors de la proclamation de la république en 1889.
La famille impériale constituait la branche brésilienne de la maison de Bragance. Durant la période monarchique, elle était légalement reconnue comme une institution ; les parents les plus proches du monarque étaient considérés comme ses membres, et ceux qui renonçaient à leurs droits dynastiques en étaient écartés. Après la fin de la monarchie et la proclamation de la république au Brésil en 1889, ce concept a été officiellement aboli. Cependant, des groupes monarchistes ont maintenu de manière informelle le concept de famille impériale et reconnaissent les prétendants successifs au trône défunt comme chefs de la maison impériale du Brésil.
La maison d'Orléans-Bragance, issue de la lignée maternelle de la branche brésilienne de la maison de Bragance et de la lignée paternelle de la maison française d'Orléans, est considérée par les monarchistes comme l'actuelle famille impériale brésilienne. Il existe deux branches agnatiques de la famille : la branche de Petrópolis et la branche de Vassouras.

## Galerie des résidences impériales

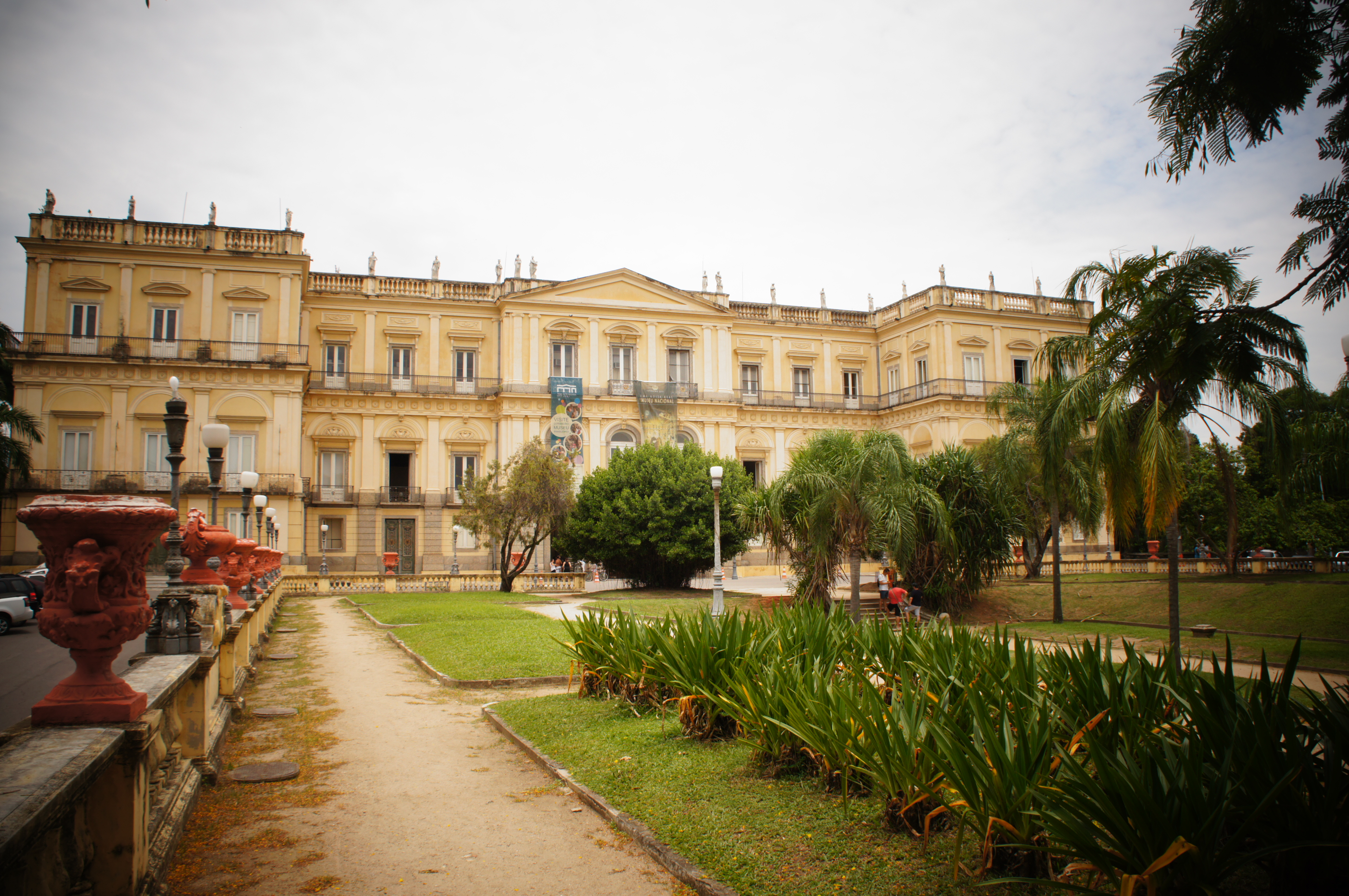
Le palais Saint-Christophe, situé à Quinta da Boa Vista, à Rio de Janeiro, était la résidence officielle des empereurs du Brésil.
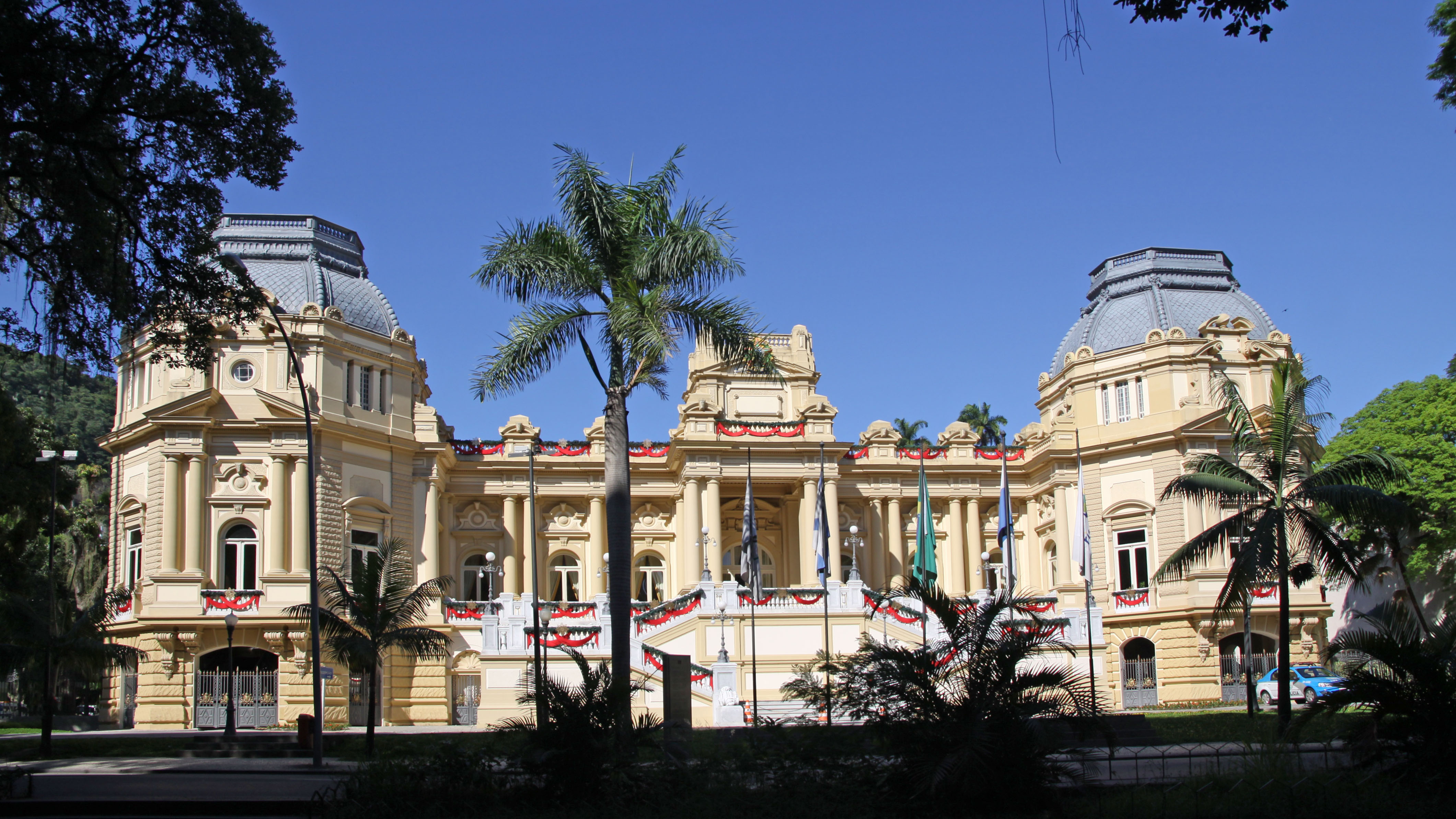
Le palais Guanabara était la résidence privée de la princesse Isabelle et de sa famille à Rio de Janeiro.
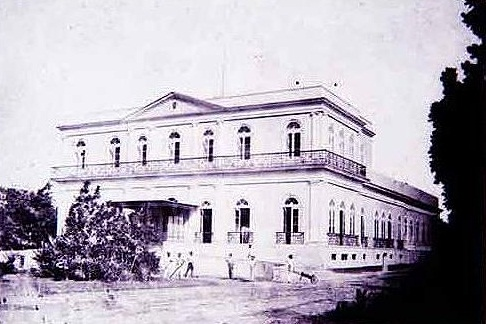
Le palais Léopoldina était la résidence privée de la princesse Léopoldine et de sa famille à Rio de Janeiro (démoli dans les années 1930).
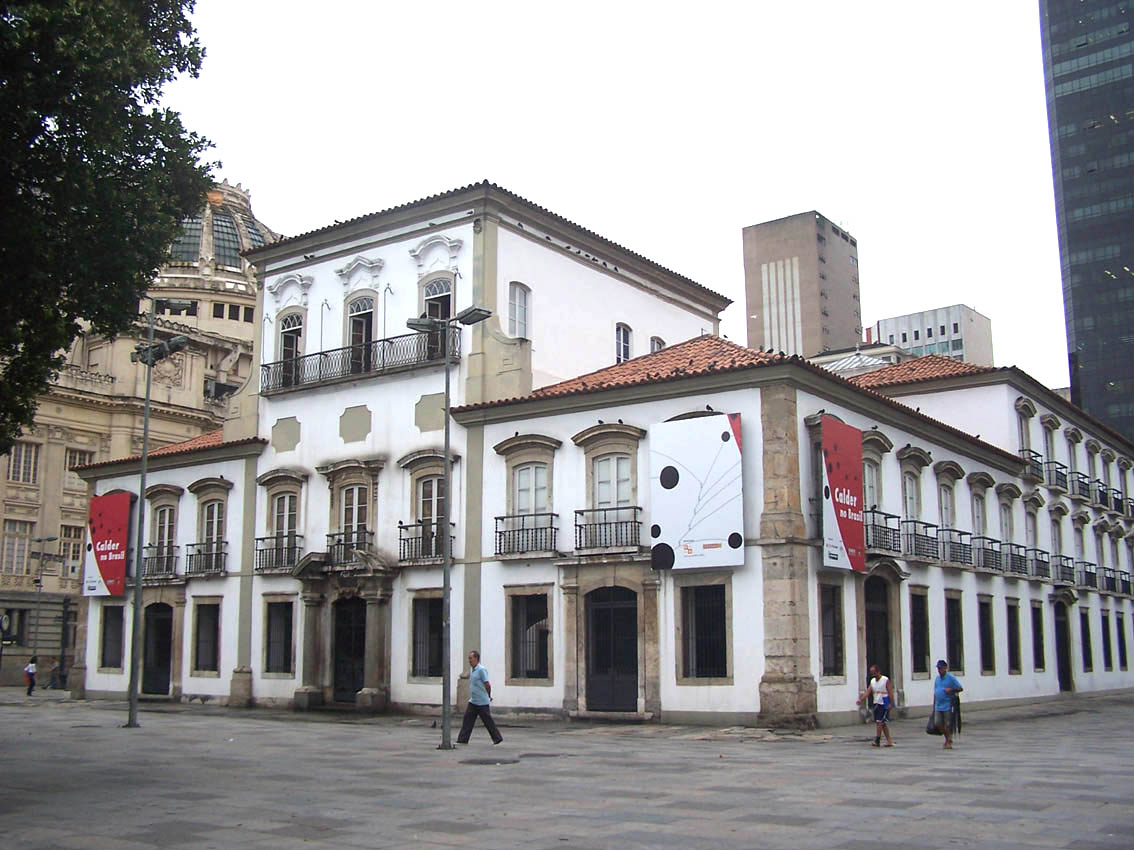
Le palais impérial, dans centre-ville de Rio de Janeiro, était le siège de la cabinet de l'Empire et le lieu de travail des empereurs.
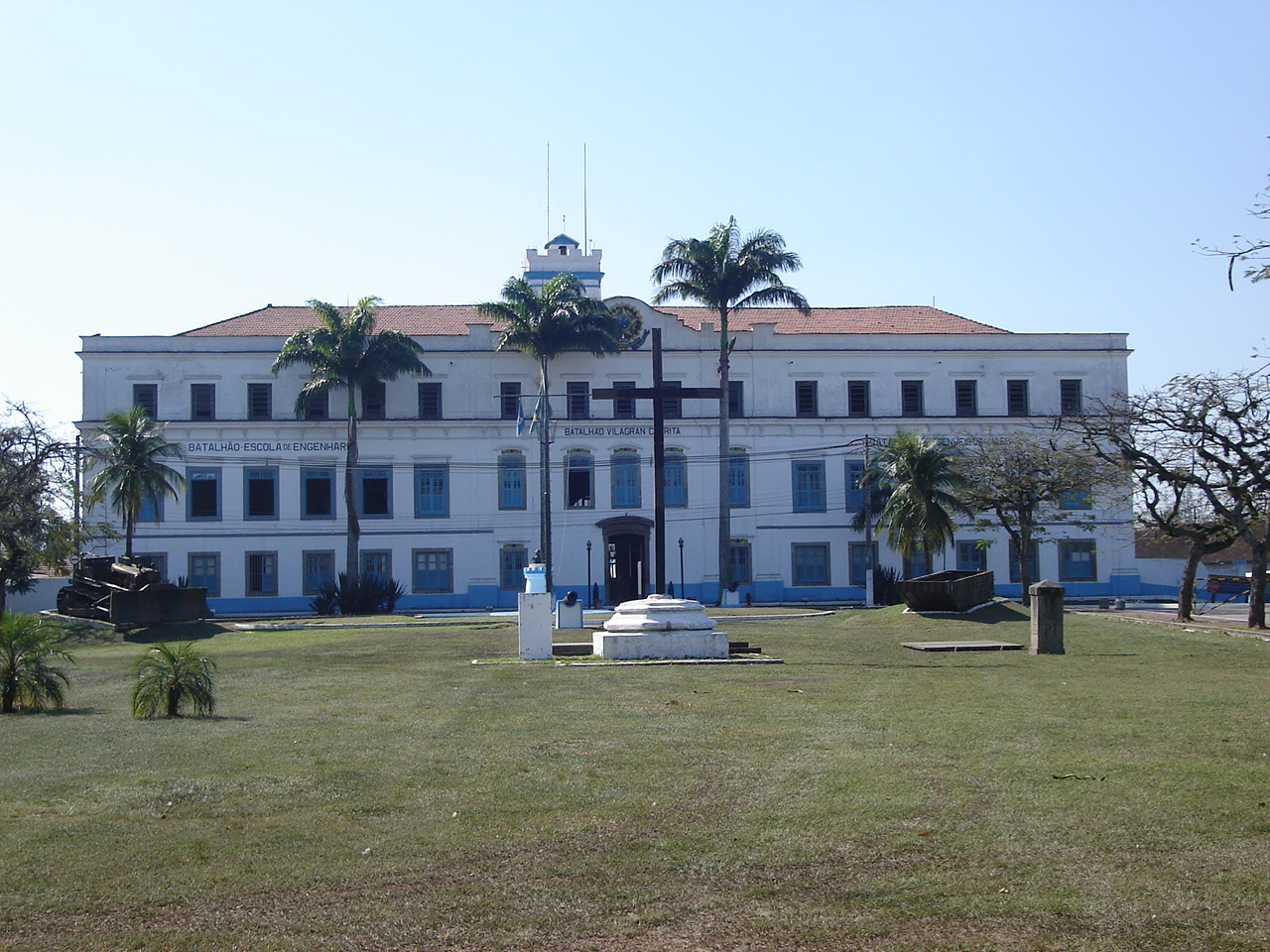
Le palais impérial de Santa Cruz était la résidence d'été de la famille impériale à Rio de Janeiro.
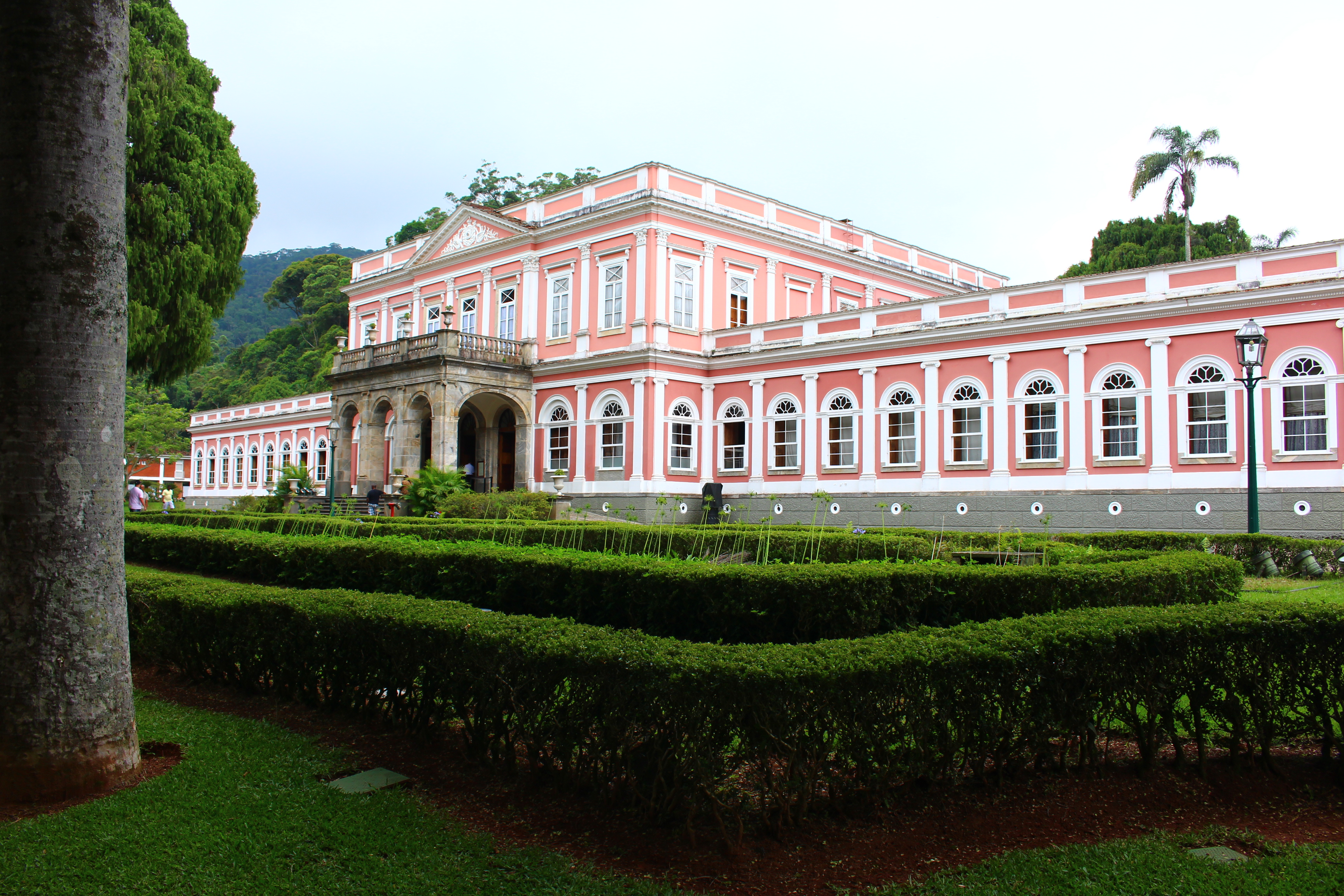
Le palais impérial de Petrópolis était la résidence d'été de la famille impériale à Petrópolis (aujourd'hui musée impérial).
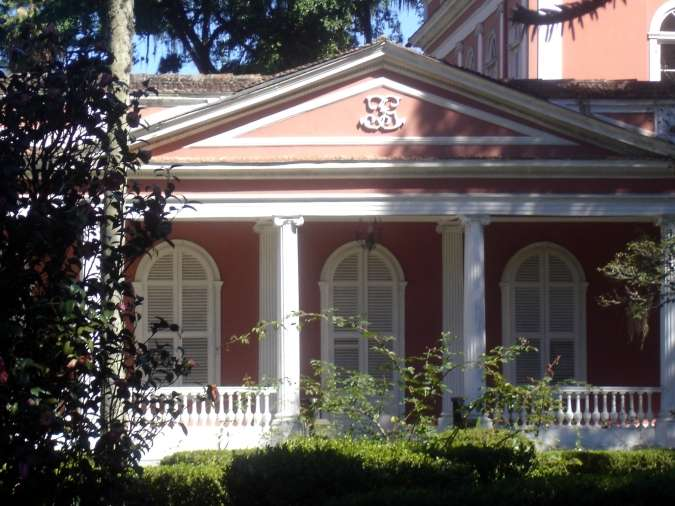
La Maison de la princesse Isabelle (pt) était la résidence privée de la princesse Isabelle et de sa famille à Petrópolis.
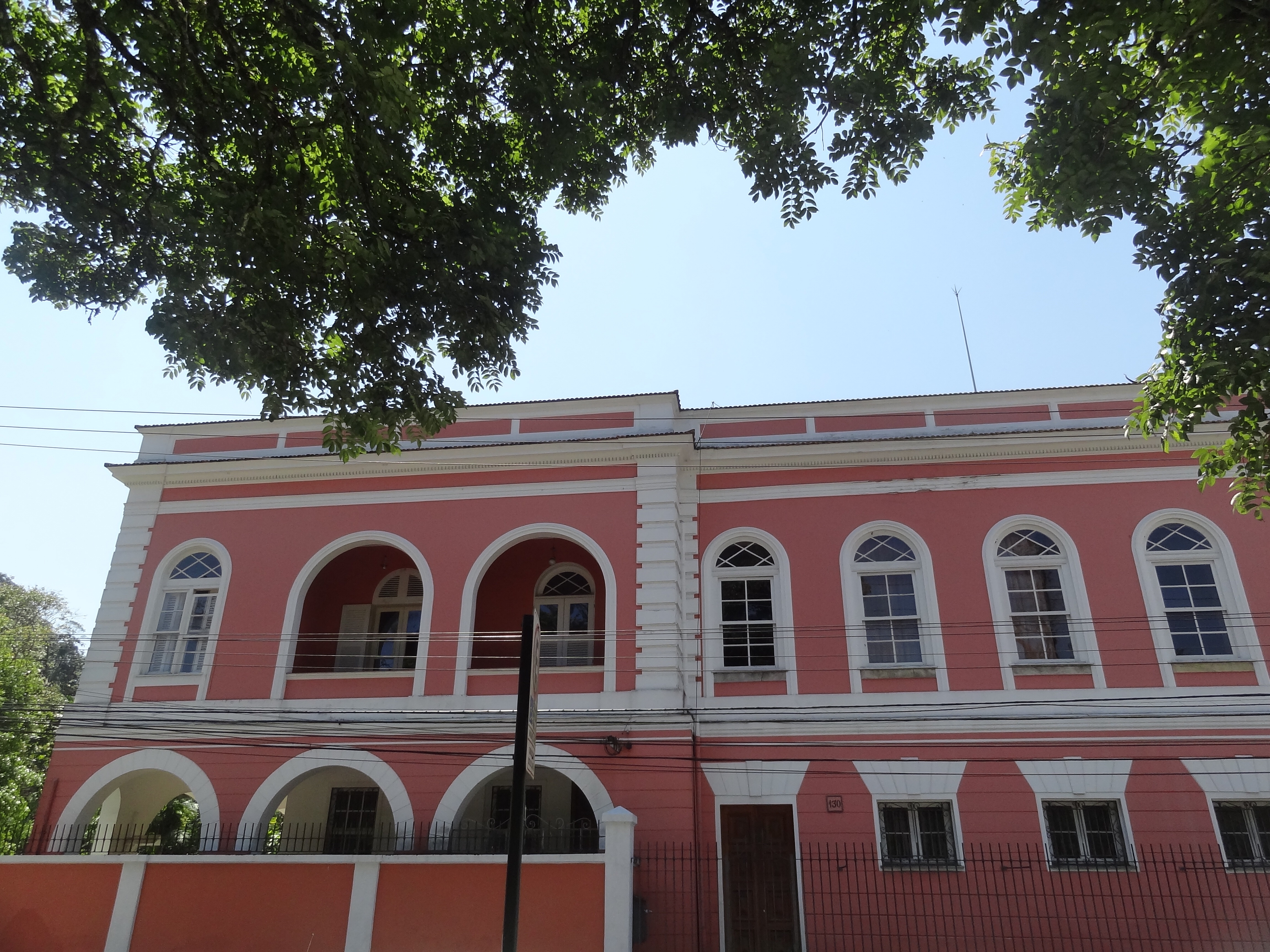
Le Palais de Grão-Pará (pt), à Petrópolis, était la seule propriété récupérée par la famille impériale en 1925, et où résident encore certains descendants.